# كين سايمور
كين سايمور (بالإنجليزية: Ken Seymour)‏ هو لاعب كرة قدم أسترالية أسترالي، ولد في 16 سبتمبر 1930.

## وصلات خارجية
- كين سايمور على موقع AustralianFootball.com (الإنجليزية)
- كين سايمور على موقع AFLtables.com (الإنجليزية)